# Sutomišćica
Sutomišćica je manjše turistično naselje s pristanom ob istoimenskem zalivu na otoku Ugljanu (Hrvaška), ki upravno spada pod občino Preko Zadrske županije.

## Geografija
Kraj leži na severovzhodni obali otoka ob lepem zalivu okoli 2 km oddaljen od trajektnega pristanišča v Preku. Jugozahodno od naselja stoji 238 mnm visok grič Vela glava s katerega je lep razgled  na zadarski arhipelag.
V dnu okoli 1200 m dolgega in pri vstopu okoli 200 m širokega zaliva Luka Sutomišćica leži varen pristan, ki nudi privez manjšim plovilom. Zaliv, ki je največji na vzhodni obali otoka, je varen pred vsemi vetrovi, razen pred burjo. Globina morja v zalivu je od 8 do 12 m. Pristan varuje okoli 250 m dolg kolečast valobran, na koncu katerega stoji svetilnik, ki oddaja svetlobni signal: R Bl(2) 5s. Za valobranom ležijo štirje različno dolgi pomoli nove marine »Marina Olive Island«, ki je pričela delovati leta 2007. Marina ima 200 privezov v morju, premično dvigalo (travellift), tehnični servis in trgovino.
Pred vstopom v zaliv stoji na koncu severozahodne strani rta Sv.Grgur svetilnik, ki prav tako oddaja svetlobni signal: R Bl(2) 5s. Nazivni domet svetilnika je 4 milje.

## Prebivalstvo
V Sutomišćici stalno živi okoli 500 prebivalcev.
| Pregled števila prebivalcev po letih | Pregled števila prebivalcev po letih | Pregled števila prebivalcev po letih | Pregled števila prebivalcev po letih | Pregled števila prebivalcev po letih | Pregled števila prebivalcev po letih | Pregled števila prebivalcev po letih | Pregled števila prebivalcev po letih | Pregled števila prebivalcev po letih | Pregled števila prebivalcev po letih | Pregled števila prebivalcev po letih | Pregled števila prebivalcev po letih | Pregled števila prebivalcev po letih | Pregled števila prebivalcev po letih | Pregled števila prebivalcev po letih | Pregled števila prebivalcev po letih |
| ------------------------------------ | ------------------------------------ | ------------------------------------ | ------------------------------------ | ------------------------------------ | ------------------------------------ | ------------------------------------ | ------------------------------------ | ------------------------------------ | ------------------------------------ | ------------------------------------ | ------------------------------------ | ------------------------------------ | ------------------------------------ | ------------------------------------ | ------------------------------------ |
| 1857                                 | 1869                                 | 1880                                 | 1890                                 | 1900                                 | 1910                                 | 1921                                 | 1931                                 | 1948                                 | 1953                                 | 1961                                 | 1971                                 | 1981                                 | 1991                                 | 2001                                 | 2011                                 |
| 542                                  | 597                                  | 628                                  | 708                                  | 826                                  | 940                                  | 1100                                 | 918                                  | 858                                  | 871                                  | 778                                  | 683                                  | 438                                  | 441                                  | 354                                  | 336                                  |

## Gospodarstvo
Glavna gospodarska dejavnost prebivalcev Sutomišćice sta poljedelstvo in turizem. V kraju je možno najeti turistične sobe in apartmaje.

## Zgodovina
Naslje in župnijska cerkev sv.Eufemije se v starih listinah prvič omenjata 1349. Današnja baročna cerkev sv.Eufemije je bila dograjena 1679. Na rtu sv. Grgur, ki s severozahodne strani zapita zaliv stoji ohranjena kapelica sv. Grgurja. Kapelica je bila v 15. stoletju prvič obnovljena. Ob kapelici so ruševine frančiškanskega samostana postavljenega v začetku 15. stoletja.